# Laurencin (cratère)
Pour les articles homonymes, voir Laurencin.
Laurencin est le nom d'un cratère d'impact présent sur la surface de Vénus. 
Le cratère a ainsi été nommé par l'Union astronomique internationale en 1994 en hommage à l'artiste peintre française Marie Laurencin.  
Son diamètre est de 29,8 km. Il se situe dans la région du quadrangle de Scarpellini (quadrangle V-33). 